# フィリップ1世 (オルレアン公)
フィリップ・ド・フランス（Philippe de France）またはフィリップ・ドルレアン（Philippe d'Orléans, 1640年9月21日 - 1701年6月9日）は、フランス・ブルボン朝の王族。フランス王ルイ13世と王妃アンヌ・ドートリッシュの次男でルイ14世の弟。オルレアン公（フィリップ1世）。ブルボン＝オルレアン家（単にオルレアン家として知られる）の初代当主。

## 生涯

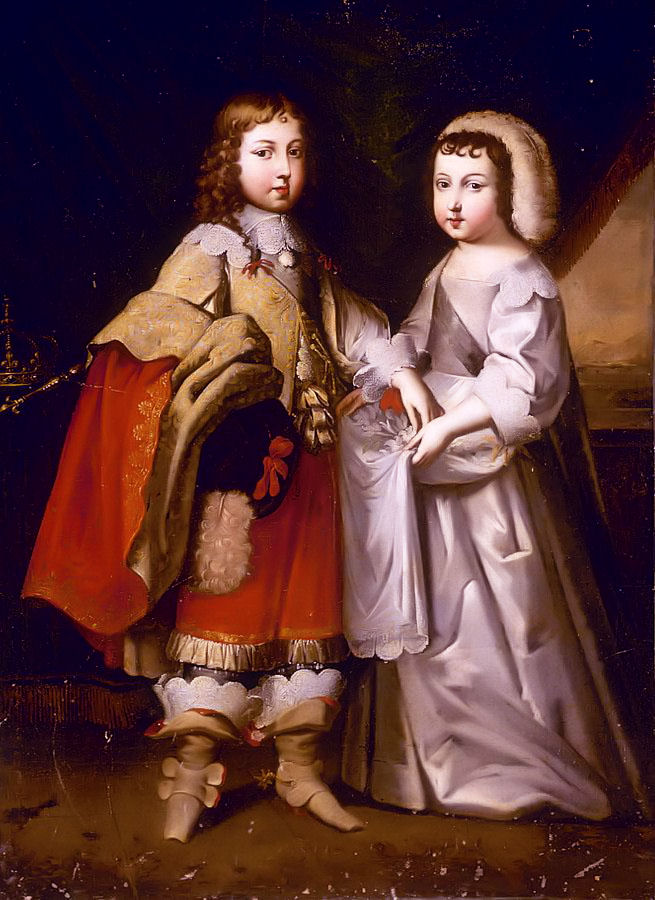
ドレスを着たオルレアン公とルイ14世

出生と同時にアンジュー公の称号を獲得、1660年に叔父ガストンが没するとオルレアン公の称号も手にすることになる。
6歳ごろまでは兄ルイ14世と比べて少々女々しい性格を作るために、時折女装をさせていたが、幼少期からドレスを着ることに興味を持つようになる。このことは家庭教師により国王に伝えられている。フィリップの女装好きは成人しても続き、女性のように指輪やブレスレットを身に着け、リボンやレースで身を美々しく装うことを好んだ。フィリップの最初の妻アンリエット・ダングルテールの親友ラファイエット夫人は著書『アンリエット・ダングルテール秘話』でフィリップの女装癖と周囲にちやほやされることで満たされるナルシズムを指摘、2番目の妻であるエリザベート・シャルロットは「公爵はダンスが上手だが、女性側の踊り方で踊る。彼は女性のようなハイヒール靴を好むので、男性側として上手に踊れなかった」と記している。サン＝シモン公も『回想録』でフィリップの派手な着飾りを指摘している。
フランス宰相ジュール・マザランはイタリアのマンチーニ家の姪や甥をこの頃フランスに呼んでいるが、歴史家によると、若いフィリップに男色の手ほどきをしたのはフィリップ・マンチーニであったという説もある。フィリップはシャンボール城やオルレアンの領地を所有するだけでなく、多額の年金を国王から受けて生活した。この莫大な資産で作家のモリエールのパトロンとなり、パレ・ロワイヤルに音楽学校と舞曲学校を設立、援助し、多数の絵画コレクションや宝石を所有した。パレ・ロワイヤルは彼の住居であったが、ここはやがて豪華なフィリップの取り巻きたちの組織と化した。一方で賭博に取り憑かれ、莫大な借金を抱えては家財を売り出すこともたびたびあった。
1661年3月31日に、カトリックに改宗した従姉のイングランド王女アンリエット・アンヌ（チャールズ1世と叔母に当たる王妃ヘンリエッタ・マリアの娘）と結婚した。フィリップは男色を好んだため、夫婦間の性生活は疎遠であったといわれるが、3人の子をもうけている。
フィリップは特にフィリップ・ド・ロレーヌや甥のヴェルマンドワ伯ルイ・ド・ブルボン（兄の庶子）など男性の寵臣を愛したことで知られる。イングランドとの友好を保つため一時フィリップは流刑となったが、1670年6月30日にアンリエットが突如死去すると（暗殺説もある）、フィリップを呼び戻すという条件でプファルツ選帝侯女エリザベート・シャルロット（愛称：リーゼロッテ）と再婚する。しかしその後も女装と賭博を好み、男性達と華麗な生活を繰り広げた。リーゼロッテとも疎遠となり、度々取り巻き達によるリーゼロッテへの嫌がらせを止めようともせず、取り巻きにそそのかされリーゼロッテを侮辱することもあった。その様子は妃リーゼロッテがヨーロッパ中の宮廷の親戚、知人に宛てて日々書き連ねた6万通の膨大な手紙に残されている。
そんなフィリップは1676年、兄に従いオランダ侵略戦争に参戦した。フランス軍を率いてスペイン領ネーデルラント戦線でオランダ軍と戦い、1677年のカッセルの戦いで勝利を飾りパリに凱旋した。この手柄はフィリップではなく補佐役のリュクサンブール公とユミエール公が尽力した結果であったが、フィリップの勝利は兄を喜ばせた一方で嫉妬心も抱かれ、以後は指揮権を与えられず戦場に出されなくなった。帰国後は宮廷で重要視されることもなく趣味に熱中していたが、晩年は鬱病で無気力となり、取り巻き達を遠ざけリーゼロッテと仲直りするようになった。
1701年6月9日、サン＝クルーで脳卒中により60歳で死亡した。死の前日、スペイン継承戦争に参戦する王族の顔ぶれについて兄と口論になり、甥で兄の2人の庶子メーヌ公ルイ・オーギュストとトゥールーズ伯ルイ・アレクサンドル兄弟が許されていたのに対し、息子のシャルトル公フィリップが参戦を拒否されていたことを不満として兄と怒鳴りあい、直後の食事中に昏倒したことが原因ではないかとされている。フィリップはオルレアン公位を受け継ぎ、1706年に許可が下りてスペイン継承戦争に参戦することになる。

## 所有した称号
Monsieur, frère unique du roi, Fils de France, duc d'Anjou, puis duc d'Orléans, duc de Chartres, de Valois, de Nemours et de Montpensier, de Châtellerault, de Saint-Fargeau et de Beaupréau, Pair de France.
（殿下、王の唯一の弟、フランスの息子、アンジュー公（出生から1668年まで）、オルレアン公、シャルトル、ヴァロワ、ヌムール、モンパンシエ、シャテルロー、サン＝ファルジョーおよびボープレオの公爵、フランスの重臣）
dauphins d'Auvergne、 et prince de Dombes, prince de Joinville, comte de Dourdan et de Romorantin, comte de Mortain, comte de Bar-sur-Seine, vicomte d'Auge et de Domfront, marquis de Coucy et de Folembray, marquis de Mézières, baron de Beaujolais, seigneur de Montargis, chevalier de l'Ordre du Saint-Esprit.
（オーヴェルニュのドーファン、ドンブ公、ジョアンヴィル公爵、ドゥルダンおよびロモランタンの伯爵、モルタン伯爵、バール＝シュル＝セーヌ伯爵、オージュとドンフロンの子爵、クーシとフォランブレの侯爵、メジエール侯爵、ボジョレー男爵、モンタルジの領主、聖霊の騎士）

## 子女

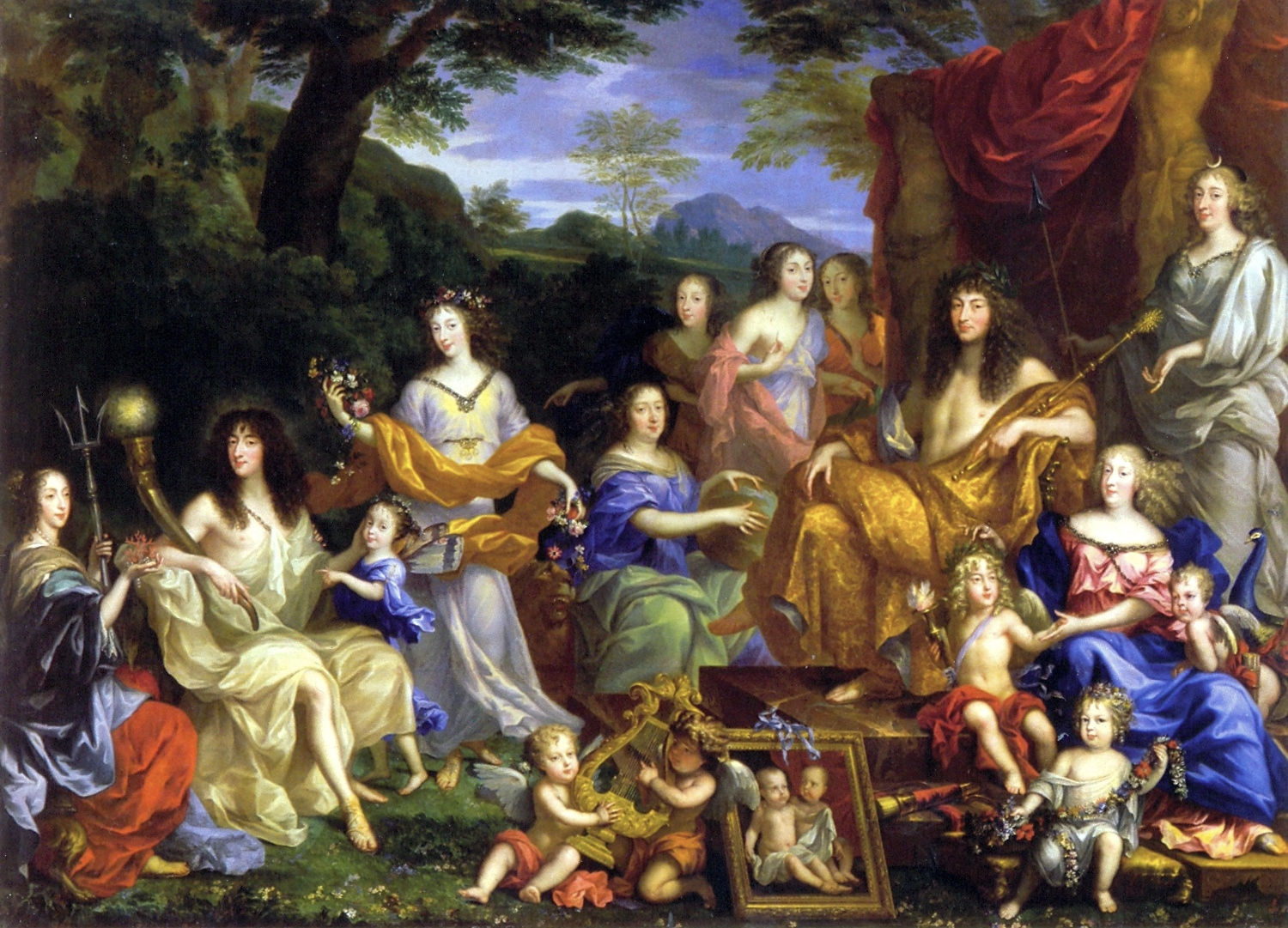
ルイ14世の家族

- 妻：アンリエット・アンヌ（イングランド王チャールズ1世の王女） 
  - マリー・ルイーズ（1662年 - 1689年） - スペイン王カルロス2世妃
  - フィリップ・シャルル（1664年 - 1666年）
  - アンヌ・マリー（1669年 - 1728年） - サルデーニャ王ヴィットーリオ・アメデーオ2世妃。ルイ15世の祖母にあたる。
- 妻：エリザベート・シャルロット（プファルツ選帝侯カール1世ルートヴィヒの娘） 
  - アレクサンドル・ルイ（1673年 - 1676年） - ヴァロワ公
  - フィリップ2世（1674年 - 1723年） - ルイ15世の摂政、ルイ14世の庶子フランソワーズ・マリー・ド・ブルボンと結婚
  - エリザベート・シャルロット（1676年 - 1744年） - ロレーヌ公レオポルト・ヨーゼフ妃、神聖ローマ皇帝フランツ1世の母